# Cryptocarya rigida
Cryptocarya rigida är en lagerväxtart som beskrevs av Carl Daniel Friedrich Meisner. Cryptocarya rigida ingår i släktet Cryptocarya och familjen lagerväxter. Inga underarter finns listade i Catalogue of Life.